# جوزيف مورغان
جوزيف مورغان (بالإنجليزية: Joseph Morgan)‏ مواليد 16 مايو 1981 في لندن، إنجلترا، هو ممثل إنجليزي من ويلز بدأ مسيرته الفنية عام 2002.

## المسيرة الفنية
اشتهر بدور ( نيكلاوس مايكلسون [الإنجليزية] ) أحد ماصي الدماء الأصليين وهو هجين :
(مصاص دماء أصلي ومستذئب في آن واحد) من مسلسل The Vampire Diaries
ولنجاحه في هذا الدور قررت قناة the cw أن يقوم جوزيف مورغان ببطولة مسلسل الأصليين ( The originals) بدور كلاوس .>

## الأعمال

### أفلام
قام بالعديد من الأدوار في كثير من الأفلام مثل :
- الجانب البعيد عن الوطن. عام : 2003
- الإسكندر. عام : 2014
- الخالدين. عام : 2011
- قبر مفتوح. عام : 2013
- السيد وحيد. عام : 2007
- قمة الملائكة . عام : 2011
- هدنة. عام : 2014
- 500 ميل شمالا. عام : 2011
- ديرمافوريا. عام : 2014
- خط الجمال . عام : 2006
- طحن . عام : 2012
- وحي . عام : 2014

## روابط خارجية
- جوزيف مورغان على موقع IMDb (الإنجليزية)
- جوزيف مورغان على موقع روتن توميتوز (الإنجليزية)
- جوزيف مورغان على موقع ألو سيني (الفرنسية)
- جوزيف مورغان على موقع تيرنر كلاسيك موفيز (الإنجليزية)
- جوزيف مورغان على موقع أول موفي (الإنجليزية)
- جوزيف مورغان على موقع قاعدة بيانات الأفلام السويدية (السويدية)
- جوزيف مورغان على موقع قاعدة بيانات الفيلم (الإنجليزية)
- جوزيف مورغان على موقع كينوبويسك (الروسية)